# Nicolae Pescaru
Nicolae Pescaru (Breaza, 27 marzo 1943 – 25 maggio 2019) è stato un calciatore rumeno, di ruolo centrocampista.

## Carriera

### Club
Ha giocato gran parte della sua carriera nel Brașov, dove ha segnato 62 gol in 311 partite, il giocatore con più gol e presenze in questa squadra. Ha deciso di disputare l'ultima stagione della sua carriera da calciatore lontano dal Brașov, precisamente al Șoimii Sibiu, dove ha segnato un gol in 15 partite.

### Nazionale
Ha totalizzato 4 presenze nella Nazionale di calcio della Romania, con la quale ha anche preso parte al campionato del mondo 1970.